# ريتش غارسيس
ريتش غارسيس (بالإسبانية: Rich Garcés) هو لاعب كرة قاعدة فنزويلي، ولد في 18 مايو 1971 في ماراكاي في فنزويلا.

## وصلات خارجية
- ريتش غارسيس على موقع دوري كرة القاعدة الرئيسي (الإنجليزية)
- ريتش غارسيس على موقعبيزبول رفرنس.كوم (الدوري الرئيسي) (الإنجليزية)
- ريتش غارسيس على موقعبيزبول رفرنس.كوم (الدوري الثانوي) (الإنجليزية)
- ريتش غارسيس على موقع مشجعي الرسوم البيانية (الإنجليزية)